# Culumana fascia
Culumana fascia är en insektsart som beskrevs av Delong och Freytag 1972. Culumana fascia ingår i släktet Culumana och familjen dvärgstritar. Inga underarter finns listade i Catalogue of Life.